# Dorure à la feuille
La dorure à la feuille est une technique de dorure qui utilise de fines feuilles de métal - principalement de l'or pur (feuille d'or) mais du cuivre ou de l'aliminium peuvent être utilisé en remplacement (l'oripeau) - martelées et appliquées sur un support quelconque.
Utilisée de l’Antiquité à nos jours, cette pratique artistique et artisanale a été et est toujours utilisée pour des objets de cultes, des œuvres et objets d’art, dans le domaine de la joaillerie ou encore de l’architecture. Deux techniques de dorure nécessitent la feuille d’or : la plus ancienne est la dorure à l’eau ou à la tempera, tandis que la dorure à l’huile ou à la mixtion apparaît plus tardivement.

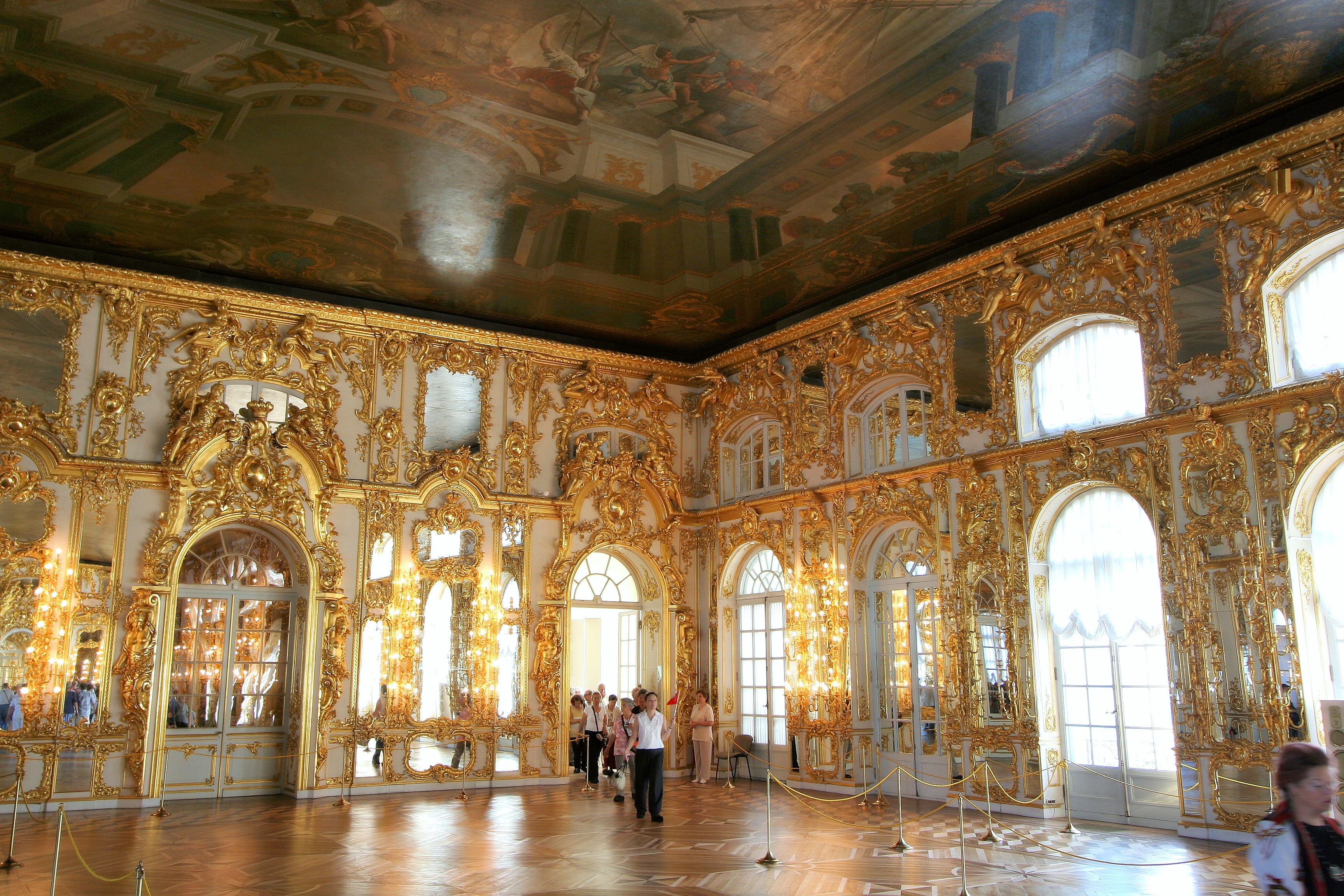
Palais Catherine. Salle de bal. Décors rehaussés à la feuille d'or

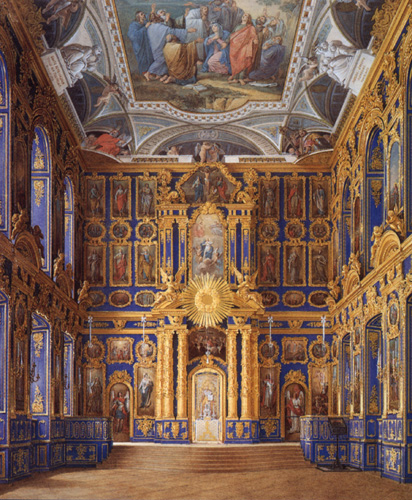
Palais Catherine. Chapelle. Décors rehaussés à la feuille d'or

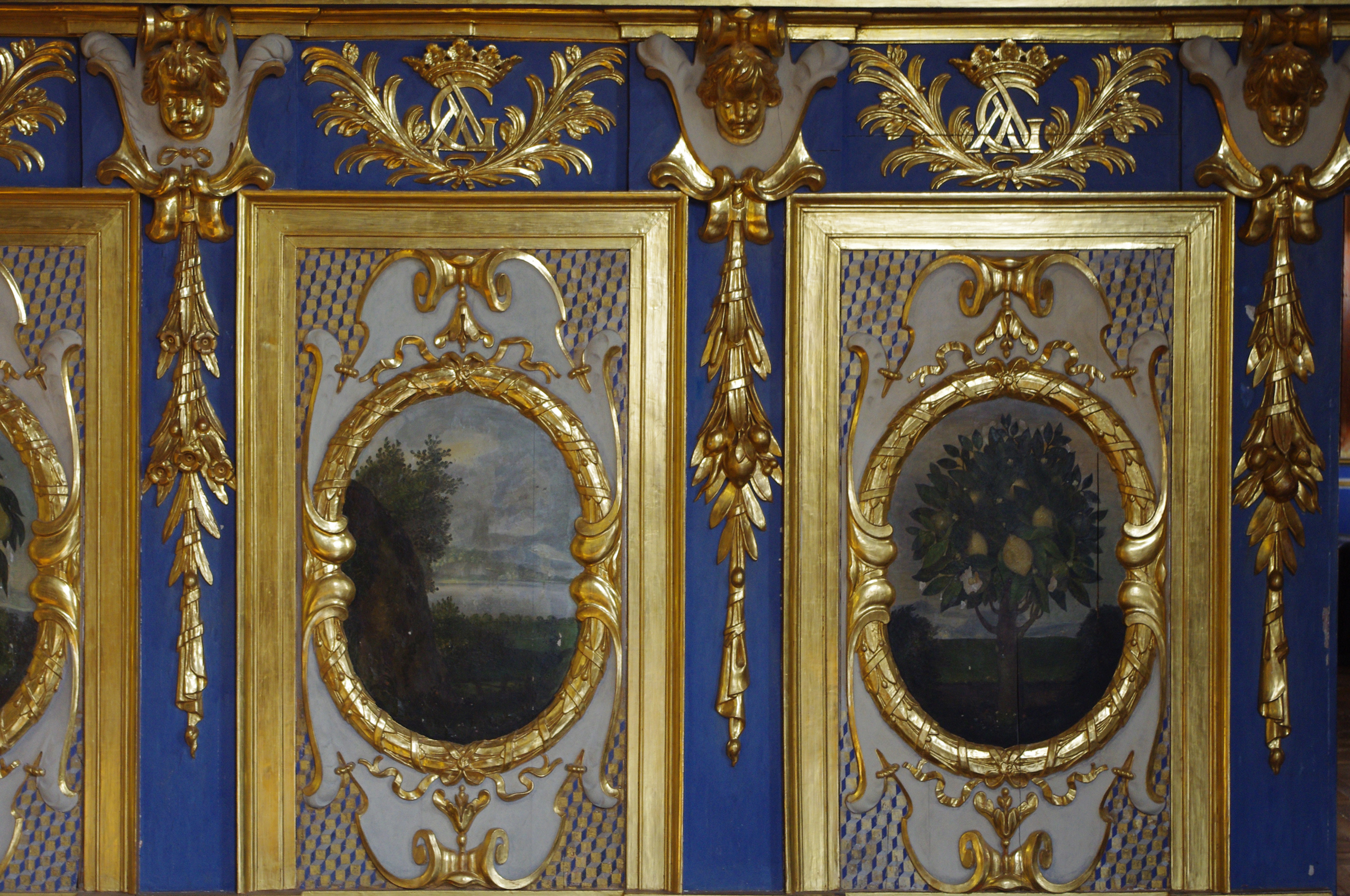
Détails des boiseries du cabinet des Muses, château d'Oiron

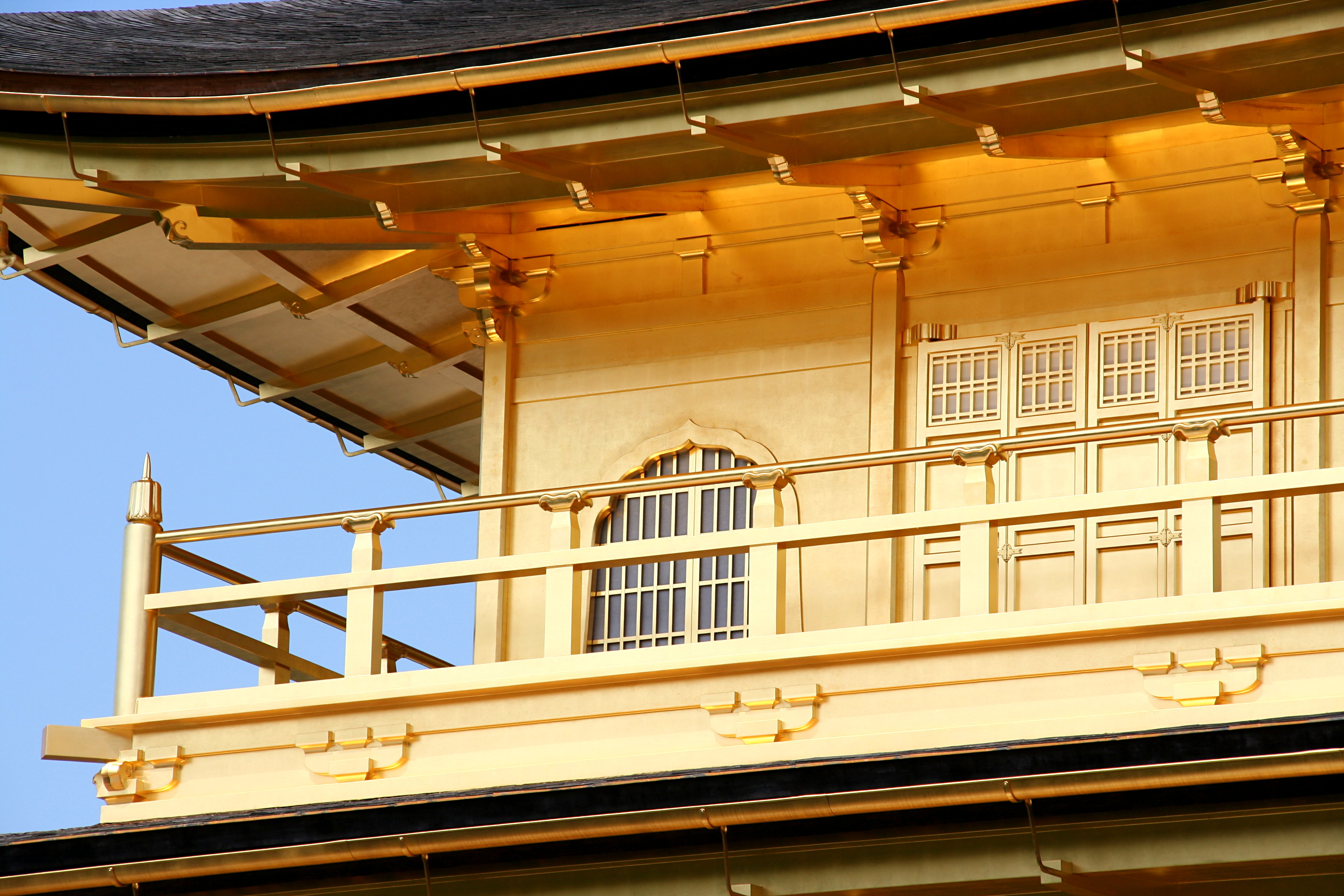
Kinkaku-ji, Détail

## Historique
La technique de la dorure à la feuille est la plus ancienne technique de dorure. Des traces de cette pratique ont été retrouvées sur des objets archéologiques datant de l’Egypte antique. En effet, ce métal ayant la particularité de ne pas s’oxyder et se corroder, il symbolisait l’immortalité et le caractère immuable du divin. On retrouve alors de la dorure à la feuille dans le décor des chambres funéraires des pyramides mais également sur les sarcophages des défunts. Dès l’Egypte antique la feuille d’or est utilisée dans des domaines variés, aussi bien pour rehausser une peinture que pour orner une sculpture.
À la même époque, dans le monde Minoen (2700 à 1200 avant J-C, Crètes), des bijoux et des armes d’apparat sont couverts de feuilles d’or. Ces objets sont retrouvés dans des tombes, témoignant de la richesse des défunts et de son statut élevé dans la hiérarchie de la société. C’est le cas notamment du poignard minoen de la collection Mitsotakis, provenant d’une tombe de la Messará. Ce poignard datant d’environ 2000 av. J-C (entre le Minoen ancien II et le Minoen moyen II), possède une poignée recouverte d’une unique feuille d’or au décor de repoussé. Cet art témoigne d’un grand savoir-faire de la part des Minoens dès l’âge du Bronze.
Dans la Grèce antique, la feuille d’or était notamment utilisée pour recouvrir les statues telles que les chryséléphantines composées d’or (chrysos) et d’ivoire (elephantinos). Les feuilles d’or ornaient alors les vêtements, les armures, et les accessoires. Une œuvre emblématique de cette technique est la statue de Zeus que Phidias sculpta vers 432-431 avant J-C pour le temple d’Olympie. Cette œuvre faisant partie des Sept Merveilles du monde antique est malheureusement disparue mais les récits de Pausanias nous permettent encore aujourd’hui d’imaginer le décor fastueux de la statue. Pline l’Ancien, dans son Histoire Naturelle (livre XXXIII) écrit au Ier siècle apr. J.-C., décrit la technique de la dorure à la détrempe, en appliquant un blanc d’œuf sur le support avant d’appliquer la feuille d’or. Par ailleurs, si durant la Renaissance on pense que les statues gréco-romaines sont dénuées de polychromies et apparaissent d’un blanc éclatant et pur grâce au marbre qui les compose, J. J. Winckelmann (Histoire de l’art chez les anciens, 1764) contribue à rétablir la vérité dès le XVIIIe siècle. En effet, en se rendant lui-même sur les fouilles d’Herculanum et de Pompéi, il témoigne que les statues découvertes sont non seulement polychromes, mais présentent de plus des traces de dorure à la feuille.
A l’époque romaine, la technique de la mosaïque se développe et on voit apparaître de nouveaux matériaux telles que les tesselles à la feuille d’or. C’est cependant dans l’Empire Byzantin que cet art est monumentalisé dans des grands panneaux recouvrant les églises orthodoxes. Les tesselles comportant une fine feuille d’or sous une couche de verre sont abondamment utilisées dans le revêtement des murs intérieurs de la Basilique Saint-Vital de Ravenne (Italie). Ces tesselles sont posées en quinconce de manière à refléter différemment la lumière et donner ainsi l’aspect d’une lumière « divine ».
Durant l’antiquité tardive (Ve siècle), l’art de l’enluminure apparaît à Constantinople, en Irlande et en Italie et se développe tout au long du Moyen Âge. Les manuscrits sont ornés d’images et de lettres rehaussées à la feuille d’or.
Des traités technologiques du Moyen Âge attestent de la pratique de la dorure à la feuille à cette époque. Les sources fondamentales qui nous sont parvenues sont les traités d’Héraclius (XIe s.), de Théophile (XIIe s.) et de Cennino Cennini (fin du XIVe ou début du XVe s.).  Ce dernier, dans son ouvrage Libro dell’arte, écrit entre 1390 et 1437, énumère avec précision les différentes étapes nécessaires dans la technique de la dorure à la tempera. La description est faite dans la sixième partie du traité, du chapitre CXXXI au chapitre CXLIII, et comprend la préparation du panneau, la pose du bol d’Arménie puis de la feuille d’or, le brunissage et le sertissage de pierres. Ces fonds d’or, constituant littéralement le fond des peintures de chevalet par exemple, devient le symbole de la lumière divine et donc de l’art religieux. Cette tradition héritée des icônes byzantines se répand dans l’Europe occidentale et notamment en Italie, en relation étroite avec l’Orient grâce au commerce maritime.
À partir du XVIIe siècle, la dorure à l’eau est abondamment utilisée en Europe pour l’ornementation des objets de luxe, du mobilier et de l'architecture. Ainsi, en 1677, le Dôme des Invalides est construit à la demande du roi Louis XIV, Roi Soleil, et fait recouvrir le toit de dorures. Sa restauration en 2018 nécessita près de 555 000 feuilles d'or, pour un poids total d'or de 12 kg (soit environ un lingot d'or anglais). Au XVIIIe siècle, la dorure à l’huile ou dorure à la mixtion, déjà connue en Angleterre, commence à être utilisée en France.
À partir du XIXe siècle, on observe un regain d’intérêt pour la dorure, avec des utilisations originales dans le monde de l’art contemporain. Gustav Klimt (1862-1918), notamment, utilise la feuille d’or dans la réalisation de sa série de peintures le « Cycle d’or ». Le premier tableau de cette série est Judith I mais le plus connu d’entre eux est Le Baiser. Yves Klein reprend l’idée du fond d’or, tradition médiévale remise au goût du jour par Klimt, en l’adaptant cependant au concept du monochrome. Il réalise ainsi une série de Monochromes à base de feuilles d’or appelés Monogold.
Aujourd’hui, la feuille d’or est encore utilisée en sculpture, en peinture, mais également dans la restauration, les grands chefs cuisiniers ornant leurs pâtisseries d’or. Dans l’art cosmétique et le monde de la mode, la feuille d’or est utilisée pour des shooting photos.

## La feuille d'or

### Les composants de la feuille
La feuille d'or est, comme son nom l'indique, principalement composée d'or. Ce métal précieux très ductile et malléable en fait le matériau idéal pour la fabrication de fines feuilles. De plus, l'or, de symbole Au et numéro atomique 79, présente une configuration électronique très stable (saturation de sa couche 5d et électron célibataire en 6s) , ce qui en fait le métal le moins oxydable et le moins sujet à la corrosion. L'or est ainsi le premier métal à être utilisé par l'homme, puisque son utilisation remonte au Néolithique.
Une feuille d'or composée d'or pur est appelée une feuille d'or "à 24 carats". Cependant, l'or se présente souvent sous forme d'alliage, notamment mélangé à du cuivre ou à de l'argent. Les batteurs d'or fabriquant les feuilles d'or jouent ainsi sur les proportions de cuivre et d'argent pour donner à la feuille une couleur plus chaude ou plus froide, selon la demande du client. Le cuivre permet également de rendre l'or plus dur. Des alliages contenant du palladium ou de la platine permettent l'obtention d'or blanc. Le batteur d'or italien Manetti, par exemple, propose 21 colorations différentes.
Enfin, pour la restauration de dorure à la feuille, une nouvelle composition de feuilles d'or a été mise au point par le C2RMF en collaboration avec la maison de batteur d'or Dauvet, à l'occasion du projet Aliénor initié en 2012. Cette "Gamme du Patrimoine" comporte différents alliages comme vu précédemment mais intègre également de l'indium, détectable en spectrométrie de fluorescence X. Ce système permet ainsi de différencier les restaurations des dorures originales, comme exigé par la déontologie de conservation-restauration.

### La fabrication des feuilles
Le métier de batteur d'or est très ancien, en témoignent les explications de Pline l'Ancien dans son ouvrage Naturalis Historia, écrit au premier siècle de notre ère. Ce métier consiste en fabriquer des feuilles d'or à partir d'un lingot. L'or étant un métal très ductile, il est possible par martelage d'obtenir des feuilles très minces (quelques micromètres) et plastiques sans casser le fil du métal. Les feuilles d'or, obtenues autrefois manuellement par les batteurs d'or et de nos jours par des procédés plus ou moins mécanisés, se présentent sous forme de carrés de 0,1 à 0,8 micromètre d'épaisseur, et 80, 84 ou 93 millimètres de côté. On les vend en carnets de 25 feuilles. La fabrication de ces feuilles nécessite différentes étapes, réalisées en environ 10 h.
Fusion
Tout d'abord, l'alliage d'or et de cuivre et/ou d'argent est fondu à 1 200 °C. Il est coulé dans une lingotière (moule à lingot) afin d'obtenir un lingot de 220 g (dix centimètres de long sur quatre de large et une épaisseur de cinq millimètres).
Laminage
Le lingot est ensuite passé plusieurs fois dans un laminoir composé de deux cylindres. On obtient alors un fin ruban d'environ 40 m de long appelé le "caucher".
Battage
Ce ruban est découpé en mille carrés de 4 × 4 cm, qui sont par la suite positionnés entre des feuilles de papier vélin empilées de 16 × 16 cm, le "chaudret". L'or est soumis à différents battages avec des marteaux de formes et de poids différents. Autrefois, les batteurs utilisaient trois sortes de marteaux, le "marteau à chasser", "marteau à commencer" et "marteau à achever". Aujourd'hui, cette étape est réalisée par des marteaux mécaniques jusqu'à obtenir des feuilles de 12 × 12 cm d'un dixième de micromètre d'épaisseur.
Coupe et conditionnement
Les feuilles sont ensuite retirées du moule et découpées au format voulu grâce à des couteaux spéciaux à double lame. Ce travail minutieux est généralement réservé aux femmes, les videuses. Les déchets qui résultent de la coupe sont récupérés pour être refondus et produire d'autres feuilles. Les feuilles d'or sont insérées entre deux feuilles de soie d'un carnet au moyen de fines pinces en roseaux (les prendre à main nue laisserait des traces voire déchirerait la fine feuille). La feuille d'or peut être conditionnée sous différents formats selon son usage. Elle peut être en "feuille libre", mais également en "feuille bord à bord" (feuille d'or coupée à la mesure du carnet), en "feuille collée" ou encore en rouleau. Ces deux derniers formats sont notamment utilisés pour dorer de grandes surfaces planes, tels des éléments architecturaux.
En France, au XVIIIe siècle, il existait 5 000 batteurs d'or. Depuis la fin de Seconde Guerre mondiale, il ne restait que deux entreprises. Le dernier batteur d'or de France était la maison Dauvet, fondée à Paris en 1834 puis délocalisée à Excenevex en Haute-Savoie (74) en 1936. Malheureusement, le lundi 15 octobre 2018, le tribunal de commerce de Chambéry a prononcé la liquidation judiciaire de la Maison Dauvet.
Il reste une dizaine de batteurs d'or en Europe principalement établis à Schwabach en Allemagne et des dizaines à Mandalay en Birmanie, une cinquantaine dans le monde.

## Préparation du support à dorer
Lorsque l'on réalise un travail à la feuille d'or, il faut tout d'abord préparer le support à accueillir la dorure. Pour cela, on y applique de multiples couches d'enduit ou préparation, qui peut être de nature différente:
Avant la réalisation des couches de préparation, on applique au pinceau une couche d'encollage, à base de colle de peau animale par exemple sur le support poncé au préalable.
On peut également enduire le support d'un peu de fiel de bœuf avant l'encollage, afin de diminuer la tension de surface et garantir une bonne accroche.
Préparation en Europe du Nord:
- On réalise tout d'abord une solution de colle de peau animale à partir de colle en paillettes (à 7 % par exemple), dissoutes dans l'eau au bain marie
- On ajoute ensuite la poudre de carbonate de calcium aussi appelé blanc de Meudon (CaCO3) à la solution, en pluie, jusqu'à saturation (on dit mettre à fleur)
- On peut ensuite appliquer successivement les couches sur le support au pinceau en veillant à bien attendre entre chaque couche que la précédente soit sèche pour éviter tous risques de déplacages des couches.
Préparation en Europe du Sud (Sud de la France, Espagne notamment):
- On réalise tout d'abord une solution de colle de peau animale à partir de colle en paillettes (à 7 % par exemple), dissoutes dans l'eau au bain marie
- On ajoute ensuite la poudre de sulfate de calcium aussi appelé blanc de Meudon (CaCO3) à la solution, en pluie, jusqu'à saturation (on dit mettre à fleur)
- On peut ensuite appliquer successivement les couches sur le support au pinceau en ajoutant une nouvelle couche quand la précédente n'est pas encore tout à fait sèche (prend un aspect grisâtre, mat)
On obtient ce qu'on appelle un gesso grosso
Il est également possible de réaliser des préparations semblables avec du kaolin en poudre (qui a une couleur plus jaune)
Matériaux de renfort:
Afin de renforcer la résistance mécanique de la préparation, on peut introduire dans celle-ci divers matériaux:
- Toile (fines, grossières…) de lin ou autre
- Parchemin: pour contrôler la présence de défauts (nœud du bois par exemple) ou pour contrarier les joints d'assemblage sur une sculpture en bois en ronde-bosse par exemple
- Filasse = matériau végétal dans ou avant la préparation, qui permet de garantir un meilleur assemblage au niveau de joints et améliorer la résistance

Enfin, une fois la préparation sèche, dans le cas d'un support plan, on ponce celle-ci afin d'obtenir une bonne planéité et une surface lisse. Pour cela, on peut utiliser divers outils:
- pierre ponce
- pierre reconstituée
- racloirs en métal
- tiges de prêle séchée, qui peut être ré-humidifiée
-  papier abrasif (de nos jours)

## Techniques de dorure

### Dorure à la mixtion
- Pour réaliser une dorure à la mixtion, dans un premier temps il faut peindre la surface à dorer, par-dessus la préparation sèche et poncée. On peut le faire avec une peinture à la tempera (jaune d'œuf et pigments par exemple).
- Ensuite, on réalise au pinceau fin le motif avec le produit appelé mixtion (synthétique aujourd'hui, traditionnel aux époques anciennes)
- Sur les flacons de mixtion, et cela est également bien connu pour les époques anciennes, il est généralement conseillé d'attendre une à plusieurs heures après application de la mixtion avant d'appliquer la dorure. La mixtion reste ainsi collante mais n'est plus fluide.
- Ensuite, on pose la feuille d'or au moyen de la palette de doreur (grand pinceau large en poil de martre, avec une épaisseur de poils très fine)
- Une fois la surface recouverte de feuilles d'or, on passe avec un pinceau sec afin de retirer délicatement l'excès de feuille d'or et dégager le motif. L'or ne reste accrochée qu'aux endroits où on a appliqué la mixtion au préalable.
- On obtient ainsi un décor doré sur couleur. L'aspect de surface de l'or est mat, puisqu'on ne peut pas brunir à l'agate l'or sur mixtion.

### Dorure à l'eau
Avec la technique de la dorure à l'eau, on peut obtenir différents effets visuels selon les moyens mis en œuvre:
La dorure sur relief:
- Sur les couches de préparation sèches, on réalise un  décor en relief avec une préparation de même nature que celle du support, quelque peu plus chargée en poudre (sulfate ou carbonate de calcium). Avec un pinceau fin, on dépose de petites gouttes afin de rendre le motif.
- Ensuite, on applique un bol d'Arménie appelé aussi assiette. Il s'agit d'une couche à base d'argile, rouge par exemple, qui est employée pour les dorures polies car polir l'or à l'agate sur un bol d'Arménie permet de bien ancrer l'or sur  le support. Cette couche à l'argile appelée bol est donc essentielle pour polir l'or.
- Une fois le décor sec, on applique un peu d'eau sur la surface, mélangée à un peu d'éthanol par exemple afin de garantir une bonne dispersion de l'eau sur la surface.
- On prépare la feuille sur le coussin de doreur, en tapotant à côté de celle-ci avec le couteau de doreur qu'on glisse sous la feuille qui se soulève légèrement en certains endroits. L'objectif est de la retournée autant que nécessaire sur le coussin afin qu'elle soit bien plate et sans plis. Ensuite, on saisit la feuille d'or avec la palette de doreur, en veillant à la laisser légèrement dépasser des poils. La palette ne doit pas toucher l'eau. On place celle-ci de manière parallèle à la surface mouillée, en s'approchant petit à petit. La feuille d'or sera attirée par l'eau à quelques millimètres de distance. On répète l'opération jusqu'à couvrir entièrement la surface.
- On peut égaler plier légèrement en accordéon les morceaux de feuille d'or sur le coussin à l'aide du couteau pour que celle-ci épouse bien les reliefs une fois posée.
- Un petit pinceau, l'appuyeux, permet de tapoter pour bien fixer l'or aux endroits nécessaires.
- On peut ensuite polir l'or à l'agate. Pour savoir quand il est temps de polir, on tapote avec l'agate sur l'or. Le son doit être aigu.
La gravure:
- Pour réaliser un décor doré gravé, c'est en réalité la préparation posée sur le support que l'on grave avant de poser les feuilles d'or. On réalise ce décor avec des outils similaires à ceux employés dans le travail du bois, tels que des pointes et des échoppes. Des motifs en forme de zigzag (appelés tremolierungen dans le domaine germanique) en faisant avec un outil pointu en métal des mouvements de godille de gauche à droite. Ces effets de surface sont utilisés notamment afin d'animer le fond d'un décor.
- Un bol rouge est posé sur la préparation gravée afin de pouvoir polir l'or après l'application des feuilles.
Les feuilles d'or sont également posées de la même manière que pour la dorure sur relief.
Le sgraffito:
- Ce terme désigne un type de décor particulier. Pour le réaliser, on pose tout d'abord l'or sur la préparation, couverte au préalable d'une couche de bol, comme décrit plus tôt.
- L'or est soigneusement poli.
- Ensuite, on couvre entièrement d'une couche de peinture à tempera (pigments broyés avec de l'eau et ajout de jaune d'œuf en quantité égale).
- Une fois la peinture sèche, on vient gratter la couche picturale doucement avec un stylet afin de retirer en certains endroits la peinture et faire apparaître le décor
Le poinçonnage:
Pour chacune de ces techniques, il est possible de venir sur l'or poli animer la surface en réalisant des poinçons, petits enfoncements de la matière à l'aide d'une pointe, à la main ou en percutant l'outil avec un petit marteau. Les poinçons donnent ponctuellement à l'or un éclat plus clair.

## Vocabulaire
Associée au travail du peintre au XIXe siècle, la dorure permet de rehausser et de soutenir l'architecture d'un bâtiment. Un vocabulaire spécifique est alors en usage:
- Amatir - Laisser l'or mat, ne pas le brunir ni le polir.
- Asseoir l'or - Poser sur une première matière qui lui sert de fond ou de soutien, pour lui donner du relief et de l'éclat[Q 1].
- Assiette - Composition que l'on étend sur plusieurs couches de blanc avant de dorer, et qui sert tout à la fois à happer et à fixer l'or sur le sujet - On en met un plus grand nombre de couches sous l'or que l'on doit brunir, que sous celui qui doit rester mat; L'assiette se compose ordinairement avec du bol d'Arménie, de la sanguine, de la mine de plomb, et un peu d'huile et de suif; le tout broyé à l'eau et détrempé à la colle[Q 1] (colle de peau de lapin).
- Aviver l'or - En faire ressortir la couleur et lui donner de l'éclat au moyen du vermeil[Q 1].
- Bilboquet - Petit morceau de bois carré sur lequel est collé du drap rouge - Il sert à enlever les bandes d'or que l'on coupe sur le coussinet, et à les appliquer sur les petites moulures, tels que les filets, les cavets, etc.
- Blaireau - Nom d'un pinceau fait avec du poil de cet animal, auquel on donne la forme d'une patte d'oie - Il sert à poser l'or en feuille et à imiter les veines des marbres[Q 1].
- Bretteler - Faire des hachures sur une moulure - On dit une moulure brettelée[Q 2].
  - Brettelure - Nom des hachures en couleur d'or ou rehaussées, que l'on fait en lignes transversales sur un listel, sur une plate-bande, etc.[Q 2].
- Bronze jaune, ou Or en coquille - Oripeau ou or d'Allemagne, qui, étant d'abord en feuille, est réduit en poudre - On la vend au livret ou paquet - On s'en sert pour imiter l'or et le bronze antique[Q 3].
  - Bronzer - Employer la bronze sur un mordant pour imiter la dorure, ou par frottis sur un fond vert foncé, à la colle ou à l'huile, pour imiter le bronze antique[Q 3].
- Charger - Appliquer de l'or aux parties de dorures qui en exigent, et où il n'y en a point encore; c'est aussi fortifier celui qu'on y a déjà appliqué, mais qui y était trop faible[Q 4].
- Cuivrée - Fausse dorure, c'est-à-dire une dorure faite avec du cuivre en feuille, employé de la même manière que l'or fin[Q 5].
- Dorer - Appliquer l'or sur un sujet[Q 6].
  - Doreur - Ouvrier qui applique l'or[Q 6].
  - Dorure - Or appliqué sur la superficie de quelques corps - Il y en a de différentes sortes: dorure à la colle ou sur des fonds en détrempe, que l'on nomme dorure sur apprêt; dorure à l'huile, celle-ci est faite sur des fonds d'impression couverts de teintes dures[Q 6].
- Feuille (Feuille d'or) - Partie d'or intercalée entre chaque feuillet du livret; cette feuille contient trois pouces et demi en tous sens - Le livret contient vingt-cinq feuilles[Q 7].
- Fers à réparer - Outils dont se servent les doreurs pour réparer leur ouvrage; tels sont la spatule, le fer à refendre, le fer à coup fin, le fer à gros coup, etc.[Q 7].
- Frotter - Passer un linge neuf et sec sur la dernière couche d'assiette où l'or doit rester mat, afin qu'il s'étende mieux et qu'il soit plus brillant[Q 8].
- Hacher - Faire, avec un petit pinceau et du mordant, des lignes droites ou courbes, simples ou croisées, sur la partie d'un ornement à laquelle on veut donner des clairs au moyen de l'or - Ces lignes se nomment hachures[Q 9].
- Litharge d'or - Chaux de plomb qui, dans sa fusion, a pris une couleur rouge approchant de la couleur d'or[Q 10].
- Livret - Petit livre de papier mince et coloré, composé de vingt-six feuillets, entre lesquels on dépose vingt-cinq feuilles d'or qui sont de la même dimension que les feuillets du livret - Ces feuilles d'or que les doreurs emploient - On donne aussi le nom de livret à un paquet de bronze[Q 10].
- Mat - Couleurs en détrempe qui ne sont pas vernies; on nomme de même l'or sur apprêt et qui n'est pas bruni[Q 11].
- Mixtion - Espèce de mordant qui sert à fixer l'or à l'huile; on l'étend sur la teinte dure, et avant qu'il ne soit entièrement sec on applique l'or dessus - Ce mordant se compose de diverses manières; savoir: avec de l'essence, des résines et du vermillon; ou bien avec des fonds de pinceliers, détrempés les uns et les autres avec de l'huile grasse[Q 12].
- Or - Métal jaune, le plus brillant, le plus ductile, le plus pesant et le plus précieux de tous les métaux, qui, par sa préparation, sert à décorer l'intérieur des appartements; Ses différentes préparations motivent ses différentes dénominations[Q 13].
  - Or uni et mat - Or qui est appliqué sur des moulures non sculptées ou sur des fonds unis peints à la colle, et qui n'est pas bruni[Q 13].
  - Or bruni - Or qui, appliqué sur de la détrempe, est poli et luisant au moyen du brunissoir avec lequel on l'a frotté[Q 13].
  - Or sculpté ou taillé - Or qui est appliqué sur des moulures sculptées[Q 13].
  - Or réparé - Or qui est appliqué sur de la sculpture que l'on a réparé au fer avant de l'y appliquer[Q 13].
  - Or repassé ou vermillonné - Or sur lequel on a étendu du vermeil avec un pinceau pour en cacher les défauts; ou pour lui donner plus d'apparence[Q 13].
  - Or brettelé - Or qui est appliqué sur un fond haché de traits en différents sens et dont ces hachures seules sont dorées[Q 13].
  - Or à l'huile - Or qui est appliqué sur un fond imprimé d'huile, de teinte dure et d'or couleur; cet or s'emploie aux extérieurs comme aux intérieurs[Q 13].
  - Or sur apprêt - Or qui est posé sur des blancs couverts d'assiette, et il ne s'emploie que dans les intérieurs[Q 13].
  - Or couleur - Espèce de mixtion de consistance grasse et gluante, d'un jaune rougeâtre, que l'on couche sur la teinte dure, et sur laquelle on applique l'or en feuille pour dorer des fers aux extérieurs ; elle sert aussi à faire les hachures sur les parties que l'on veut rehausser d'or - Cette substance est formée du résidu des diverses couleurs recuites et broyées, ou bien du blanc de céruse, de la litharge et de la terre d'ombre , le tout détrempé à l'huile d’œillet ou à l'huile grasse[Q 13].
  - Or d'Allemagne ou Or massif - Cuivre - Battu en feuille, que le commerce vend en livret comme l'or, et dont on fait le même usage[Q 13].
  - Or fin - Or véritable pour le distinguer du cuivre[Q 14].
  - Or en coquille - Bronze ou l'or d'Allemagne mis en poudre qu'on livre dans des coquilles[Q 14].
  - Or mat repassé - Dorure peu solide dont les fonds ne consistent qu'en deux couches d'impression et une couche de jaune, sur lesquelles on applique l'or que l'on met ensuite avec de la colle et à deux reprises[Q 14].
- Oripeaux ou Clinquant - Voir Or d'Allemagne.
- Pinceau à mouiller - pinceau qui, imbibé d'eau, sert à humecter l'assiette pour qu'elle puisse happer l'or que l'on va poser dessus[Q 15].
- Pinceau à ramander - Petit pinceau avec lequel on raccorde les cassures ou les manques d'or dans les fonds de la sculpture ou des moulures[Q 15].
- Pinceau - Voir Blaireau
- Ponce de chaux - De la chaux fusée à l'air, que l'on met dans un petit sachet de linge, avec lequel on saupoudre en tapant des ornements couchés de jaune, pour que cette poudre de chaux empêche que l'or ne s'attache sur les parties qui ne doivent pas être rehaussées - Souvent, au lieu de ce procédé, on applique du blanc d'œuf ou un encollage à froid[Q 16].
- Raccorder - Refaire du même ton de couleur une partie sur un sujet anciennement peint; et en dorure, remettre de l'or où il en manquait[Q 17].
- Rehauts - Les lumières produites par l'or que l'on place par hachure sur un ornement[Q 18].
- Vermeil - Liquide composé de rocou, gomme-gutte, sang-dragon, cendre gravelée, safran et vermillon ; on fait bouillir le tout ensemble, et on y ajoute de la gomme arabique pour l'employer à froid - Ce liquide sert à donner du reflet et du feu à la dorure[Q 19]. On le compose aussi de gomme-gutte, de vermillon et d'un peu de brun-rouge, mêlés et broyés avec du vernis et de l'essence, ou bien avec la laque fine seulement, ou bien encore avec du sang-dragon fondu dans l'eau ou dans une colle faible[Q 19] ; Vermillonner - Employer du vermeil dans le creux de la dorure sur apprêt qui est brunie (assiette), pour donner aux parties éclairées plus de brillant et de lustre[Q 20].